# Фон Тарночи, Берта
Берта фон Тарночи (венг. Tarnóczy Berta, 1 апреля 1846, Инсбрук — 6 марта 1936, Пёрчах-ам-Вёртерзе) — австрийская художница и педагог, работавшая в основном в жанрах пейзажа, портрета, натюрморта.

## Биография

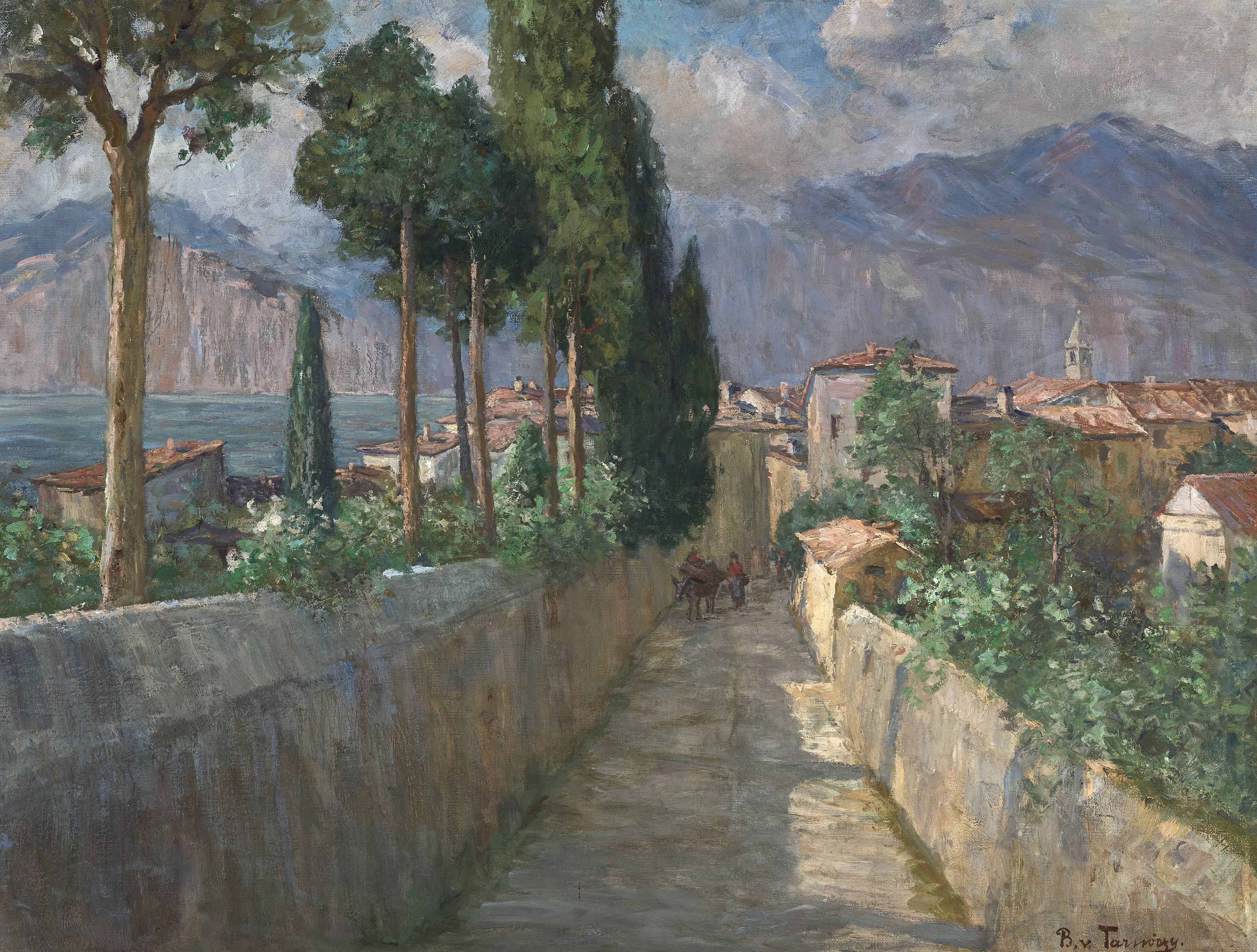
Берта фон Тарночи. Переулочек в Мальсесине. ок. 1900/1905

Берта Тарночи-Шпринценберг родилась в семье императорского и королевского советника и финансового директора Карла-Людвига фон Тарночи-Шпринценберга. Её дядей был архиепископ Зальцбурга Максимилиан Йозеф фон Тарночи. Начальное образование Берта получила в школе при монастыре Святого сердца в Риденбурге, где проявился её талант в рисовании. Сопровождала своего отца в его поездках. В 1875—1876 годах изучала и копировала работы пейзажиста Антона Ханша. В 1877 году уехала в Мюнхен, где брала частные уроки и посещала женское отделение Школы прикладных искусств Жанны Баук и Теодора Хэра. Берта фон Тарночи была одним из инициаторов создания Мюнхенского Общества художниц.
По семейным обстоятельствам Берта переехала в Вену в 1886 году. В столице она училась у Эмиля Якоба Шиндлера и Ольги Визингер-Флориан. Тарночи совершила учебные поездки в Италию и Нидерланды, выставляла свои работы в разных городах Европы, в том числе в Зальцбургском Обществе искусств. На выставках в Пеште (1885) и Загребе (1891) получила почётные дипломы.
Тарночи преподавала для учеников из дворянских семей. После смерти Михаэлы Пфаффингер (1898) Берта Тарночи приняла руководство художественной школы Линца, основанной Пфаффингер, и возглавляла её до 1912 года. Тарночи была известнейшим преподавателем своего времени, среди её учеников — художницы Эльза Мартис и Вильма Экль.
В 1901 году основала с Евгенией Брайтхут-Мунк, Марианной фон Эшенбург, Мари Эгнер, Зузаной Гранич, Мари Мюллер, Терезой Рис и Ольгой Визингер-Флориан группу Восьми венских художниц. Группа Восьми экспонировала свои работы в венском Салоне искусств Писко с интервалом в 1—2 года, приглашая других художниц.